# هجوم كييف 2022
هجوم كييف هو جزء من الغزو الروسي لأوكرانيا عام 2022، دخلت القوات البرية الروسية كييف أوبلاست واشتبكت مع القوات الأوكرانية في المعركة.

## الجدول الزمني

### 24 فبراير
في وقت مبكر من صباح يوم 24 فبراير، بدأت القوات العسكرية الروسية في شن ضربات بالمدفعية والصواريخ على أهداف في كييف أوبلاست، بما في ذلك مطار بوريسبيل الدولي، وهو المطار الرئيسي في كييف.
في وقت لاحق من صباح اليوم، عبرت القوات الروسية، التي احتشدت سابقًا في بيلاروس، الحدود إلى أوكرانيا ودخلت كييف أوبلاست من الشمال. سيطر الروس على محطة تشيرنوبيل للطاقة النووية، الواقعة بالقرب من الحدود، بعد مناوشات مع القوات الأوكرانية.
في وقت لاحق من نفس اليوم، نزل المظليين الروس في مطار جوستيميل وسيطروا عليه لفترة وجيزة، وبعد ذلك بدأ القتال العنيف للسيطرة على المطار. وقال مسؤولون أوكرانيون إن القوات الأوكرانية طردت المظليين الروس من المطار في وقت لاحق. حاولت القوات الروسية أيضًا الهبوط في وحول خزان كييف.
في ليلة 24 فبراير، صرح الرئيس الأوكراني فولوديمير زيلينسكي أن «الجماعات التخريبية» تقترب من كييف. في تلك الليلة، قال وزير دفاع الولايات المتحدة لويد أوستن خلال محادثة مع أعضاء الكونجرس إن بعض وحدات المشاة الآلية الروسية تقدمت إلى مسافة 20 ميل (32 كـم) من كييف.

### 25 فبراير
في صباح يوم 25 فبراير، واصلت القوات الجوية الروسية قصفها للعاصمة كييف. وأسقطت القوات الأوكرانية في وقت لاحق طائرة روسية فوق كييف؛ اصطدمت الطائرة بمجمع سكني مكون من تسعة طوابق مما أدى إلى اشتعال النيران في المبنى.
في الساعة 06:47 (ت ع م+02:00)، فجرت وحدة من الجيش الأوكراني جسرًا فوق نهر تيريف بالقرب من إيفانكيف، مما أوقف عمود دبابات روسي يتقدم من تشيرنوبيل. وقالت هيئة الأركان العامة للقوات المسلحة الأوكرانية في وقت لاحق إن الجنود الأوكرانيين المهاجمين جوًا اشتبكوا مع الروس في مناوشة في إيفانكيف وديمير.
في منتصف الصباح، زعمت وزارة الدفاع الأوكرانية أن القوات الروسية دخلت منطقة أوبولون في الجزء الشمالي من المدينة.
في منتصف الصباح، دخل مخربون روس يرتدون زي الجنود الأوكرانيين منطقة أوبولون، وهي منطقة في الجزء الشمالي من كييف على بعد حوالي 6 أميال (9.7 كم) من البرلمان الأوكراني. سُمع دوي إطلاق نار طوال اليوم في عدة أجزاء في المدينة. ووصف مسؤولون أوكرانيون إطلاق النار على أنه نجم عن اشتباكات مع القوات الروسية.
تمكن بعض الجنود الروس من اختراق الدفاع الأوكراني في إيفانكيف، على الرغم من أن تلك المعركة استمرت طوال اليوم. وفقًا لوزارة الدفاع الروسية، تمكنت هذه القوات الروسية من التقدم والاستيلاء على مطار جوستوميل بعد هجوم أرضي، مما أدى إلى إنشاء منطقة هبوط رئيسية للقوات الروسية على بعد 10 كيلومترات فقط من كييف.
حث زيلينسكي المواطنين على الرد بزجاجات المولوتوف. تم تفعيل قوات الدفاع الإقليمية الاحتياطية للدفاع عن العاصمة. كما تم توزيع 18000 بندقية على سكان كييف.

### 26 فبراير
في الصباح الباكر من يوم 26 فبراير، بدأ المظليين الروس بالهبوط في مدينة فاسيلكيف، جنوب كييف مباشرة، من أجل الاستيلاء على قاعدة فاسيلكيف الجوية. في المعركة التي تلت ذلك، بدأ قتال عنيف للسيطرة على المدينة. في الساعة 01:30، زعم الجيش الأوكراني أن مقاتلة أوكرانية من طراز سو-27 أسقطت طائرة إليوشن إي أل-76 روسية كانت تحمل مظليين فوق فاسيلكيف. في وقت لاحق، قال مسؤولان أمريكيان إن طائرة إليوشن إي أل-76 روسية ثانية أُسقطت فوق مدينة بيلا تسيركفا القريبة. على الرغم من مضادات الطائرات الأوكرانية، تمكنت عناصر من المظليين الروس من الهبوط في جنوب كييف حول فاسيلكيف وأجروا اتصالات مع قوات الحرس الوطني. في الساعة 7:30، أفاد المسؤولون الأوكرانيون بصد المظليين.
بدأت القوات الروسية بالهجوم رسميًا على كييف في وقت لاحق من الصباح الباكر، حيث قصفت المدينة بالمدفعية وحاولت الاستيلاء على محطة كهرباء وقاعدة عسكرية داخل المدينة. كانت القوات الأوكرانية قادرة على الدفاع عن كلا الهدفين. وقالت عمدة فاسيلكيف ناتاليا بالاسينوفيتش إن القوات الأوكرانية نجحت في الدفاع عن مدينتها وإن القتال قد انتهى.
استولت القوات الروسية على محطة كييف للطاقة الكهرومائية، الواقعة شمال المدينة في ضاحية فيشهورود. في 26 فبراير، استعادت القوات الأوكرانية المحطة. كما يُزعم أن الدفاعات الجوية الأوكرانية اعترضت صاروخًا موجهًا إلى المحطة. وذكرت وكالة إنترفاكس أنه إذا انهار سد المحطة، فإن الفيضانات يمكن أن تدمر «الضفة اليسرى بالكامل من كييف».

### 27 فبراير
في وقت مبكر من صباح يوم 27 فبراير، أصاب صاروخ روسي مستودعًا للنفط في فاسيلكيف، مما أدى إلى اشتعال النيران في المنشأة. كما تم استهداف موقع للتخلص من النفايات المشعة بالقرب من كييف من قبل الغارات الجوية، لكن موقع التخزين نفسه لم يتأثر. في الوقت نفسه، كانت هناك تقارير عن وقوع قتال في كالينيفكا؛ ومع ذلك، ليس من الواضح ما إذا كان هذا يشير إلى ضاحية كييفان أو ضاحية فاسيلكيفان.
في وقت لاحق من الصباح الباكر، زعم الجيش الأوكراني أنه دمر قافلة قاديروفتسي المكونة من 56 دبابة في هوستوميل وقتل الجنرال الشيشاني ماغوميد توشايف. لكن الزعيم الشيشاني رمضان قديروف أعلن أن توشايف على قيد الحياة ونشر شريط فيديو يظهره مع أنزور بيسايف، وهو قائد شيشاني آخر.
في صباح يوم 27 فبراير، استهدفت غارة جوية روسية مبنى سكني في مدينة بوتشا الصغيرة الواقعة جنوب هوستوميل. ووردت أنباء عن قتال في بوتشا حيث حاولت القوات الروسية التقدم نحو كييف.
في وقت لاحق يوم 27 فبراير، شوهدت قافلة روسية كبيرة على صور الأقمار الصناعية متجهة نحو إيفانكيف. بدأت القوات الروسية التي تجاوزت تشيرنيهيف في 24 فبراير في الاقتراب من كييف من الشمال الشرقي. قال رئيس بلدية كييف فيتالي كليتشكو لوكالة أسوشيتيد برس إن كييف مطوقة بالكامل، مما يجعل إجلاء المواطنين مستحيلاً. لكنه تراجع في وقت لاحق عن تعليقاته. ذكر مكتبه أنه كان يتحدث مجازيًا. وفقًا لصحيفة الغارديان، كانت الطرق المؤدية إلى كييف من الجنوب خالية من القوات الروسية.

### 28 فبراير
صرح فاديم دينيسينكو، مستشار وزير الشؤون الداخلية الأوكراني، في صباح يوم 28 فبراير أن رتلًا من المعدات العسكرية الروسية قد دمر في ماكاريف أثناء الليل.
في ليلة 28 فبراير، أطلقت القوات الروسية صاروخ إسكندر على مركز اتصالات عسكري في ضاحية بروفاري الشرقية، مما أسفر عن مقتل شخص وإصابة خمسة أشخاص وفقًا لإيجور سابوجكو، رئيس بلدية بروفاري.

### 1 مارس
في 1 مارس، ضربت الصواريخ الروسية برج تلفزيون كييف، مما أدى إلى قطع البث التلفزيوني في المدينة وقتل خمسة أشخاص. كما أصاب القصف الروسي أحياء كييفان في روسانيفكا وكورينيفكا، وكذلك ضواحي بوياركا وفيشنيف. كان القتال العنيف مستمراً في بوروديانكا.

### 2 مارس
في 2 مارس، ورد تعرض إيربين لأضرار جسيمة بعد أن هجوم بصاروخ. صرح فاليري زالوجني، القائد العام للقوات المسلحة الأوكرانية، لاحقًا أن القوات الأوكرانية استعادت ماكاريف.

### 4 مارس
شنت القوات الأوكرانية هجومًا مضادًا على هوستوميل، بدعوى أنها استعادت المدينة بعد مقتل 50 فردًا من لواء الهجوم الجوي للحرس المنفصل الحادي والثلاثين.

### نعال
صرح أوليكسي أريستوفيتش، مستشار في مكتب الرئيس الأوكراني، أن القوات الروسية استولت على بوتشا وهوستوميل في 5 مارس، لكنها لم تسمح للمدنيين بالإخلاء. وفي إيربين، أصاب قصف روسي حاجز إخلاء.